# High Heels (film)
High Heels (eng: To Wong Foo, Thanks for Everything! Julie Newmar) är en amerikansk komedifilm från 1995 i regi av Beeban Kidron. I huvudrollerna ses Wesley Snipes, Patrick Swayze och John Leguizamo, som tre drag queens från New York som ger sig ut på en road trip. Filmens originaltitel syftar på en ikonisk autograf av Julie Newmar på ett foto av henne, som de bär med sig på sin resa, då hon är deras stora förebild och ledstjärna.

## Rollista i urval
- Wesley Snipes - Noxeema Jackson
- Patrick Swayze - Vida Boheme
- John Leguizamo - Chi-Chi Rodriguez
- Stockard Channing - Carol Ann
- Blythe Danner - Beatrice
- Arliss Howard - Virgil
- Jason London - Bobby Ray
- Chris Penn - Sheriff Dollard
- Melinda Dillon - Merna
- Beth Grant - Loretta
- Alice Drummond - Clara
- Michael Vartan - Tommy
- Jennifer Milmore - Bobbie Lee
- Mike Hodge - Jimmy Joe
- Julie Newmar - sig själv
- Naomi Campbell - flicka på restaurang
- RuPaul - Rachel Tensions
- Robin Williams - John Jacob Jingleheimer Schmidt

## Musik i filmen i urval
- "Body Beautiful", Salt-N-Pepa feat. Bernadette Cooper
- "She's A Lady", musik och text: Paul Anka, sjungs av: Tom Jones
- "Who Taught You How", Crystal Waters
- "Nobody's Body", Monifah Dahara
- "Gotta Move", Barbra Streisand
- "Free Yourself", Chaka Khan
- "Brick House", The Commodores
- "Theme from Wonder Woman" (1975)
- "That Lady You're With Ain't No Lady", Larry Applewhite
- "Turn It Out", LaBelle (Patti LaBelle, Nona Hendryx och Sarah Dash).
- "Stand By Your Man", David Allan Coe
- "This Is A Man's World", Sara Hickman
- "Je Cherche Un Homme (I Wan't A Man)", Eartha Kitt
- "Behind Closed Doors", Charlie Rich
- "Hold Me, Thrill Me, Kiss Me", Johnny Mathis
- "Do What You Wanna Do", Charisse Arrington
- "Hey Now (Girls Just Want To Have Fun)", Cyndi Lauper
- "(Hey, Won't You Play) Another Somebody Done Somebody Wrong Song", B.J. Thomas